# Kate & Emma - Indagini per due
Kate & Emma - Indagini per due (Murder in Suburbia) è una serie televisiva britannica in 12 episodi trasmessi per la prima volta nel corso di 2 stagioni dal 2004 al 2005.
È una serie poliziesca incentrata sui casi affrontati da due investigatrici della polizia, Kate 'Ash' Ashurst ed Emma 'Scribbs' Scribbins, in una immaginaria cittadina inglese, Middleford.

## Personaggi e interpreti
- Kate 'Ash' Ashurst (12 episodi, 2004-2005), interpretata da Caroline Catz.
- Emma 'Scribbs' Scribbins (12 episodi, 2004-2005), interpretata da Lisa Faulkner.
- Sullivan (11 episodi, 2004-2005), interpretato da Jeremy Sheffield.
- Gallimore (6 episodi, 2004-2005), interpretato da Glen Davies.
- Dottor Weatherall (6 episodi, 2004-2005), interpretato da Stuart Infermiera.
- Simon Weaver (2 episodi, 2004), interpretato da Daniel Casey.
- Bill Jackson (2 episodi, 2004), interpretato da Philip Jackson.
- Grace Bailey (2 episodi, 2004), interpretata da Anna Wilson-Jones.
- Lauren Jackson (2 episodi, 2004), interpretata da Katie Blake.
- Sam Shaw (2 episodi, 2004), interpretato da Jonathan Slinger.
- Shelley Flint (2 episodi, 2004), interpretato da Georgina Bouzova.
- Matt (2 episodi, 2004), interpretato da Paul Opacic.
- Charlie Egan (2 episodi, 2004), interpretato da Andy Henderson.

## Produzione
La serie fu prodotta da Carlton Television e girata a Borehamwood e St Albans nello Hertfordshire. Le musiche furono composte da John Lunn.

### Registi
Tra i registi della serie sono accreditati:
- Roger Goldby in 3 episodi (2005)
- Douglas Mackinnon in 2 episodi (2004)

### Sceneggiatori
Tra gli sceneggiatori della serie sono accreditati:
- Nick Collins in 5 episodi (2004-2005)
- Scott Cherry in 2 episodi (2005)
- Michael Aitkens

## Distribuzione
La serie fu trasmessa nel Regno Unito dal 13 marzo 2004 al 15 agosto 2005 sulla rete televisiva Independent Television. In Italia è stata trasmessa dal 20 luglio 2007 su Rai 3, poi in replica nel 2010 su Rai 2 con il titolo Kate & Emma - Indagini per due.
Alcune delle uscite internazionali sono state:
- nel Regno Unito il 13 marzo 2004 (Murder in Suburbia)
- in Francia il 30 marzo 2005 (Ash et Scribbs)
- nei Paesi Bassi (Murder in Suburbia)
- in Italia (Kate & Emma)

## Episodi
| Stagione         | Episodi | Prima TV UK |
| ---------------- | ------- | ----------- |
| Prima stagione   | 6       | 2004        |
| Seconda stagione | 6       | 2005        |